# جون بويد (مؤلف)
جون بويد (بالإنجليزية: John Boyd)‏‏ (3 أكتوبر 1919 في أتلانتا - 8 يونيو 2013 في أتلانتا)؛ روائي، وكاتب خيال علمي من الولايات المتحدة.